# Biguanid
Biguanid je organsko jedinjenje sa formulom . Termin se isto tako koristi za klasu lekova baziranih na ovom molecule. Biguanidi mogu deluju kao oralni antihiperglicemički lekovi koji se koriste za tretman dijabetesa ili predijabetesa. Oni se takođe koriste kao antimalarijski lekovi.
Disinfektiv poliaminopropil biguanid (PAPB) sadrži biguanidne funkcionalne grupe.

## Primeri
- Metformin je širokoj upotrebi za lečenje diabetes melitusa tipa 2
- Fenformin je povučen sa tržišta zbog toksičnosti
- Buformin je povučen sa tržišta zbog toksičnosti
- Proguanil je antimalarijski lek.